# Liste der Rechtsnormen der Bundesrepublik Deutschland/Sonstige
| A                      | |
| ABZusGrBrückVtrCESNotw | Verbalnote zum Vertrag zwischen der Bundesrepublik Deutschland und der Tschechischen Republik über den Zusammenschluß der deutschen Autobahn A 6 und der tschechischen Autobahn D 5 an der gemeinsamen Staatsgrenze durch Errichtung einer Grenzbrücke |
| AEMR                   | Allgemeine Erklärung der Menschenrechte |
| AEAO                   | Anwendungserlass zur Abgabenordnung |
| AM-RL                  | Arzneimittel-Richtlinie |
| AmtsschErl             | Erlaß über die Amtsschilder der Bundesbehörden |
| ASR                    | Technische Regeln für Arbeitsstätten |
| ATPÄnd 1995            | Änderung vom 24. Februar 1995 des Artikels 18 Absatz 1 und der Anlage 1 Anhang 2 des ATP-Übereinkommens |
| AuslStreitkrNiederschr | Vereinbarte Niederschrift der Verhandlungen zwischen der Regierung der Bundesrepublik Deutschland und den Regierungen des Königreichs Dänemark, der Griechischen Republik, der Italienischen Republik, des Großherzogtums Luxemburg, des Königreichs Norwegen, der Portugiesischen Republik, des Königreichs Spanien und der Republik Türkei über die Rechtsstellung ihrer Streitkräfte bei vorübergehenden Aufenthalten in der Bundesrepublik Deutschland |
| AuslStreitkrNotW       | Notenwechsel vom 29. April 1998 über die Rechtsstellung der dänischen, griechischen, italienischen, luxemburgischen, norwegischen, portugiesischen, spanischen und türkischen Streitkräfte in der Bundesrepublik Deutschland |

| B                         | |
| BAPostSa                  | Satzung der Bundesanstalt für Post und Telekommunikation Deutsche Bundespost (Anlage des Gesetzes über die Errichtung einer Bundesanstalt für Post und Telekommunikation Deutsche Bundespost) |
| BauBetrTrSchallWdkanalVbg | Vereinbarung zwischen der Regierung der Bundesrepublik Deutschland, der Regierung der Französischen Republik, der Regierung des Königreichs der Niederlande und der Regierung des Vereinigten Königreichs Großbritannien und Nordirland über den gemeinsamen Bau und den gemeinsamen Betrieb des Europäischen Transschall-Windkanals     |
| BIHDurchrVbg              | Vereinbarung zwischen dem Innenministerium der Bundesrepublik Deutschland, dem Innenministerium der Republik Kroatien, der Regierung der Republik Österreich, dem Schweizerischen Bundesrat und der Regierung der Republik Slowenien über die Gestattung der Durchreise und Durchbeförderung bosnisch-herzegowinischer Kriegsflüchtlinge |
| BinSchFuDVbg 2000         | Regionale Vereinbarung über den Binnenschifffahrtsfunk |
| BinSchUO2008Anh II        | Technische Mindestvorschriften für Schiffe auf dem Rhein und auf Binnenwasserstraßen der Zonen 1, 2, 3 und 4 für Fahrzeuge, die ein Schiffsattest beantragen (Anhang II zur Binnenschiffsuntersuchungsordnung) |
| BinSchUO2008Anh III       | Zusätzliche technische Vorschriften für Fahrzeuge auf Binnenwasserstraßen der Zonen 1 und 2 (Anhang III zur Binnenschiffsuntersuchungsordnung) |
| BinSchUO2008Anh IV        | Eingeschränkte technische Vorschriften für Fahrzeuge auf Binnenwasserstraßen der Zonen 3 außerhalb des Rheins und 4 (Anhang IV zur Binnenschiffsuntersuchungsordnung) |
| BinSchUO2008Anh IX        | Vorschriften für Signallichter, Radarausrüstungen, Wendeanzeiger sowie Kompasse und Steuerkurstransmitter (Anhang IX zur Binnenschiffsuntersuchungsordnung) |
| BinSchUO2008Anh VIII      | Verfahrensvorschriften für die Durchführung von Untersuchungen (Anhang VIII zur Binnenschiffsuntersuchungsordnung) |
| BinSchUO2008Anh X         | Nationale Sonderbestimmungen (Anhang X zur Binnenschiffsuntersuchungsordnung) |
| BinSchUO2008Anh XI        | Besatzungsvorschriften (Anhang XI zur Binnenschiffsuntersuchungsordnung) |
| BinSchUO2008Anh XII       | Ergänzende technische Mindestvorschriften auf Binnenwasserstraßen der Zonen 1, 2, 3 und 4 für Fahrzeuge, die ein Gemeinschaftszeugnis beantragen (Anhang XII zur Binnenschiffsuntersuchungsordnung) |
| BinSchUO2008Anh XIII      | Gleichwertige Typgenehmigungen und Vorschriften zum Einbau und zur Funktionsprüfung sowie Konformitätserklärungen (Anhang XIII zur Binnenschiffsuntersuchungsordnung) |
| BinSchUO2008AnhIIAnl M    | Navigationsradaranlagen und Wendeanzeiger in der Rheinschifffahrt (Anlage M zu Anhang II der Binnenschiffsuntersuchungsordnung) |
| BKOrgErl 1977             | Organisationserlaß des Bundeskanzlers |
| BKOrgErl 1981             | Organisationserlaß des Bundeskanzlers |
| BKOrgErl 1984             | Organisationserlaß des Bundeskanzlers |
| BKOrgErl 1986             | Organisationserlaß des Bundeskanzlers |
| BKOrgErl 1987             | Organisationserlaß des Bundeskanzlers |
| BKOrgErl 1989             | Organisationserlaß des Bundeskanzlers |
| BKOrgErl 1989-10          | Organisationserlaß des Bundeskanzlers |
| BKOrgErl 1991             | Organisationserlaß des Bundeskanzlers |
| BKOrgErl 1991-01          | Organisationserlaß des Bundeskanzlers |
| BKOrgErl 1991-04          | Organisationserlaß des Bundeskanzlers |
| BKOrgErl 1993             | Organisationserlaß des Bundeskanzlers |
| BKOrgErl 1994             | Organisationserlaß des Bundeskanzlers |
| BKOrgErl 1995-05          | Organisationserlaß des Bundeskanzlers |
| BKOrgErl 2001             | Organisationserlass des Bundeskanzlers |
| BKOrgErl 2002             | Organisationserlass des Bundeskanzlers |
| BKOrgErl 2004             | Organisationserlass des Bundeskanzlers |
| BKOrgErl 2005             | Organisationserlass der Bundeskanzlerin |
| BKOrgErl 2007             | Organisationserlass der Bundeskanzlerin |
| BKOrgErl 2009             | Organisationserlass der Bundeskanzlerin |
| BKOrgErl 2009-10          | Organisationserlass der Bundeskanzlerin |
| BKOrgErl 2013             | Organisationserlass der Bundeskanzlerin |
| BKOrgErl 2018             | Organisationserlass der Bundeskanzlerin |
| BLES                      | Satzung der Bundesanstalt für Landwirtschaft und Ernährung |
| BOP                       | Bau- und Betriebsordnung für Pioniereisenbahnen |
| BPräsSportplErl           | Erlaß über die Stiftung der Sportplakette des Bundespräsidenten |
| BRAO                      | Bundesrechtsanwaltsordnung |
| BRegAmtsWoVwVs            | Vorschriften über die Verwaltung und Bewirtschaftung der Amtswohnungen der Mitglieder der Bundesregierung (Anlage zu § 5 der Bestimmungen über Amtswohnungen, Umzugskostenentschädigung, Tagegelder und Entschädigung für Reisekosten der Mitglieder der Bundesregierung)                                                                |
| BRegEntschBest            | Bestimmungen über Amtswohnungen, Umzugskostenentschädigung, Tagegelder und Entschädigung für Reisekosten der Mitglieder der Bundesregierung |
| BRGO 1966                 | Geschäftsordnung des Bundesrates |
| BRSekrHausO               | Hausordnung für das Sekretariat des Bundesrates |
| BTBRGGO                   | Gemeinsame Geschäftsordnung des Bundestages und des Bundesrates für den Ausschuß nach Artikel 77 des Grundgesetzes (Vermittlungsausschuß) |
| BTGO 1980                 | Geschäftsordnung des Deutschen Bundestages |
| BTGO1980Anl 1             | Verhaltensregeln für Mitglieder des Deutschen Bundestages (Anlage 1 der Geschäftsordnung des Deutschen Bundestages, BGBl I 1980, 1237) |
| BTGO1980Anl 2             | Registrierung von Verbänden und deren Vertreter (Anlage 2 der Geschäftsordnung des Deutschen Bundestages, BGBl I 1980, 1237) |
| BTGO1980Anl 3             | Geheimschutzordnung des Deutschen Bundestages (Anlage 3 der Geschäftsordnung des Deutschen Bundestages, BGBl. I 1980, 1237) |
| BTGO1980Anl 4             | Richtlinien für die Fragestunde und für die schriftlichen Einzelfragen (Anlage 4 der Geschäftsordnung des Deutschen Bundestages, BGBl I 1980, 1237) |
| BTGO1980Anl 5             | Richtlinien für Aussprachen zu Themen von allgemeinem aktuellen Interesse (Anlage 5 der Geschäftsordnung des Deutschen Bundestages, BGBl I 1980, 1237) |
| BTGO1980Anl 6             | Grundsätze in Immunitätsangelegenheiten und in Fällen der Genehmigung gemäß § 50 Abs. 3 StPO und § 382 Abs. 3 ZPO sowie bei Ermächtigungen gemäß § 90b Abs. 2, § 194 Abs. 4 StGB (Anlage 6 der Geschäftsordnung des Deutschen Bundestages, BGBl I 1980, 1237)                                                                            |
| BTGO1980Anl 7             | Befragung der Bundesregierung (Anlage 7 der Geschäftsordnung des Deutschen Bundestages, BGBl. I 1980, 1237) |
| BTGO1980Anl1ABest         | Ausführungsbestimmungen zu den Verhaltensregeln für Mitglieder des Deutschen Bundestages |
| BTGO1980Bes               | Beschluß des Deutschen Bundestages betr. Aufhebung der Immunität von Mitgliedern des Bundestages (Anlage der Geschäftsordnung des Deutschen Bundestages, BGBl I 1980, 1237) |
| BTHausO 2002              | Hausordnung des Deutschen Bundestages |
| BürgPoRPakt               | Internationaler Pakt über bürgerliche und politische Rechte |
| BVerfGBes 1970-12-17      | Beschluß des Bundesverfassungsgerichts vom 17. Dezember 1970 gemäß § 14 Abs. 4 des Gesetzes über das Bundesverfassungsgericht |
| BVerfGBes 1978-12-06      | Beschluß des Plenums des Bundesverfassungsgerichts vom 6. Dezember 1978 gemäß § 14 Abs. 4 des Gesetzes über das Bundesverfassungsgericht |
| BVerfGBes 2015-11-24      | Beschluss des Plenums des Bundesverfassungsgerichts vom 24. November 2015 gemäß § 14 Absatz 4 des Gesetzes über das Bundesverfassungsgericht |
| BVerfGGO 2015             | Geschäftsordnung des Bundesverfassungsgerichts |
| BVerkEhrZÄndErl           | Erlaß über die Genehmigung einer Änderung der Benennung und der Form des „Ehrenzeichens der Bundesverkehrswacht“ |
| BwEhrZErlÄndErl           | Erlaß über die Genehmigung einer Änderung des Erlasses über die Stiftung des Ehrenzeichens der Bundeswehr |
| BwEhrZErlÄndErl 96        | Erlaß über die Genehmigung einer Änderung des Erlasses über die Stiftung des Ehrenzeichens der Bundeswehr |
| BwEhrZErlNeufErl          | Erlass über die Genehmigung einer Neufassung des Erlasses über die Stiftung des Ehrenzeichens der Bundeswehr |

| D          | |
| DGBankSa   | Satzung DG BANK AG |
| DSiegelErl | Erlaß über die Dienstsiegel |
| DSLBSa     | Satzung der DSL Bank AG (Anhang des Gesetzes über die Umwandlung der Deutschen Siedlungs- und Landesrentenbank in eine Aktiengesellschaft) |

| E                    | |
| ECER 110             | ECE-Regelung Nr. 110 über den Einsatz von komprimiertem Erdgas |
| ECER 115             | ECE-Regelung Nr. 115 über Nachrüstsysteme für Flüssiggas und Erdgas |
| ECER 67              | ECE-Regelung Nr. 67 über den Einsatz von Flüssiggas |
| ECHVertrSchlA        | Schlußakte der Europäischen Energiechartakonferenz |
| EEMD-ZVAnl I         | Vereinbarung über die Durchführung des Prüfverfahrens zur Erbringung mautdienstbezogener Leistungen |
| EGBeitrVtrW          | Vertragswerk über den Beitritt des Königreichs Dänemark, Irlands, des Königreichs Norwegen und des Vereinigten Königreichs Großbritannien und Nordirland zur Europäischen Wirtschaftsgemeinschaft, zur Europäischen Atomgemeinschaft und zur Europäischen Gemeinschaft für Kohle und Stahl |
| EhrZAnerkErl         | Erlass über die Anerkennung als Ehrenzeichen |
| EhrZAnerkErl 3       | Dritter Erlaß über die Anerkennung als Ehrenzeichen |
| EichendorffPlakErl   | Erlaß über die Stiftung der Eichendorff-Plakette |
| EinhEuA              | Einheitliche Europäische Akte |
| EntschVb             | Vorbemerkung zu den Entschuldungsvorschriften |
| EuAuslfÜbk           | Europäisches Auslieferungsübereinkommen |
| EuFürsAbk            | Europäisches Fürsorgeabkommen |
| EuHSchulBeschl 8/93  | Beschluß Nr. 8/93 des Obersten Rates vom 2. Dezember 1993 zur Änderung des Artikels 37 der Gemeinsamen Vorschriften für das Lehrpersonal und das Verwaltungspersonal des Europäischen Hochschulinstituts                                                                                   |
| EuPatÜbkAO           | Ausführungsordnung zum Übereinkommen über die Erteilung europäischer Patente |
| EuPatÜbkRevA         | Akte zur Revision des Übereinkommens über die Erteilung europäischer Patente (Europäisches Patentübereinkommen) vom 5. Oktober 1973, zuletzt revidiert am 17. Dezember 1991 |
| EUROCONTROLBeschl 94 | Eurocontrol |
| EuropolÜbkErkl       | Erklärungen zu dem Übereinkommen auf Grund von Artikel K.3 des Vertrags über die Europäische Union über die Errichtung eines Europäischen Polizeiamts |

| F                      | |
| FamBhVbg FRA           | Vereinbarung zwischen der Bundesrepublik Deutschland und Frankreich über die Familienbeihilfen für Grenzgänger                                                                                         |
| FestLSockelProk        | Proklamation der Bundesregierung über die Erforschung und Ausbeutung des deutschen Festlandsockels |
| FeuerwEhrKrÄndErl      | Erlass über die Genehmigung von Änderungen der Satzung und der Verleihungsbedingungen des Deutschen Feuerwehr-Ehrenkreuzes                                                                             |
| FeuerwEhrKrÄndErl 2011 | Erlass über die Genehmigung von Änderungen der Satzung und der Verleihungsbedingungen des Deutschen Feuerwehr-Ehrenkreuzes                                                                             |
| FinDASa                | Satzung der Bundesanstalt für Finanzdienstleistungsaufsicht |
| FestLSockelProk        | Proklamation der Bundesregierung über die Erforschung und Ausbeutung des deutschen Festlandsockels |
| FeuerwEhrKrÄndErl      | Erlaß über die Genehmigung von Änderungen der Stiftungsbestimmungen, der Verleihungsbedingungen, der Form und der Trageweise des Deutschen Feuerwehr-Ehrenkreuzes                                      |
| FeuerwEhrKrÄndErl 2011 | Erlass über die Genehmigung von Änderungen der Satzung und der Verleihungsbedingungen des Deutschen Feuerwehr-Ehrenkreuzes                                                                             |
| FluSiGebVbg            | Mehrseitige Vereinbarung über Flugsicherungs-Streckengebühren |
| FluthilfeMedErl        | Gemeinsamer Erlass des Bundesministers des Innern und des Bundesministers der Verteidigung über die Stiftung der Einsatzmedaille „Fluthilfe 2002“                                                      |
| FluthilfeMedErl 2013   | Gemeinsamer Erlass des Bundesministers des Innern und des Bundesministers der Verteidigung über die Stiftung der Einsatzmedaille „Fluthilfe 2013“                                                      |
| FMSASatz 2011          | Satzung der Bundesanstalt für Finanzmarktstabilisierung |
| FöAbsPkWRL             | Richtlinie zur Förderung des Absatzes von Personenkraftwagen |
| FrBordÜbk              | Internationales Freibord-Übereinkommen |
| FzgTeilÜbkRgl 39       | Regelung Nr. 39 - Einheitliche Vorschriften für die Genehmigung der Fahrzeuge hinsichtlich der Geschwindigkeitsmeßeinrichtung (des Geschwindigkeitsmeßgeräts) einschließlich ihres (seines) Einbaues   |
| FzgTeilÜbkRgl 40       | Regelung Nr. 40 - Einheitliche Vorschriften für die Genehmigung der Krafträder (Motorräder) hinsichtlich der Emission luftverunreinigender Gase aus Motoren mit Fremdzündung                           |
| FzgTeilÜbkRgl 47       | Regelung Nr. 47 - Einheitliche Vorschriften für die Genehmigung der Fahrräder mit Hilfsmotor (Motorfahrräder, Mopeds) hinsichtlich der Emission luftverunreinigender Gase aus Motoren mit Fremdzündung |

| G                  | |
| GebOSt             | Gebührenordnung für Maßnahmen im Straßenverkehr |
| GemAusfOAbkHaag    | Gemeinsame Ausführungsordnung zu den Fassungen des Haager Abkommens von 1999, 1960 und 1934 |
| GemAusGO           | Geschäftsordnung für den Gemeinsamen Ausschuß |
| GenBkBES           | Statut der Genossenschaftsbank Berlin (Anlage zur Anordnung über das Statut der Genossenschaftsbank Berlin) |
| GerPräsWO          | Wahlordnung für die Präsidien der Gerichte |
| GesundZAAbkFRAVVbg | Verwaltungsvereinbarung zwischen dem Bundesministerium für Gesundheit der Bundesrepublik Deutschland und dem Minister für Gesundheit und Solidarität der Französischen Republik über die Durchführungsmodalitäten des Rahmenabkommens vom 22. Juli 2005 über die grenzüberschreitende Zusammenarbeit im Gesundheitsbereich |
| GO-MEDAS           | Geschäftsordnung des Ausschusses für medizinische Ausstattung in der Seeschifffahrt |
| GOÄ                | Gebührenordnung für Ärzte |
| GoetheMedStat      | Statut für die Verleihung der Goethe-Medaille des Goethe-Instituts Inter Nationes e. V. (gestiftet 1954) |
| GoetheMedStat 2003 | Statut für die Verleihung der Goethe-Medaille des Goethe-Instituts e. V. (gestiftet 1954) |
| GoetheMedStat 2008 | Statut für die Verleihung der Goethe-Medaille des Goethe-Instituts e. V. (gestiftet 1954) |
| GOP                | Gebührenordnung für Psychologische Psychotherapeuten und Kinder- und Jugendlichenpsychotherapeuten |
| GOT                | Gebührenordnung für Tierärzte |
| GOZ                | Gebührenordnung für Zahnärzte |
| GrAbfertVbg POL    | Vereinbarung zwischen dem Bundesministerium der Finanzen der Bundesrepublik Deutschland und dem Minister für Transport und Seewirtschaft der Republik Polen über die Zonen an den Grenzübergängen (Eisenbahn) Grambow - Stettin-Scheune (Szczecin Gumience), Tantow - Stettin-Scheune (Szczecin Gumience), Küstrin-Kietz - Küstrin (Kostrzyn), Frankfurt (Oder) - Kunersdorf (Kunowice), Guben - Guben (Gubin), Forst - Skaren (Zasieki), Görlitz - Görlitz (Zgorzelec) und über die Grenzabfertigung während der Fahrt in Reisezügen auf bestimmten Strecken |
| GruWErl            | Erlaß über die Stiftung des Grubenwehr-Ehrenzeichens |

| H       |                                  |
| HöfeO   | Höfeordnung                      |
| HöfeVfO | Verfahrensordnung für Höfesachen |

| I                        | |
| INF-VtrNotW              | Notenwechsel vom 4. Mai 1988 zwischen der Bundesrepublik Deutschland und der Union der Sozialistischen Sowjetrepubliken über Inspektionen in bezug auf den Vertrag vom 8. Dezember 1987 zwischen den Vereinigten Staaten von Amerika und der Union der Sozialistischen Sowjetrepubliken über die Beseitigung ihrer Flugkörper mittlerer und kürzerer Reichweite |
| IntAtomBehSa             | Satzung der Internationalen Atomenergie-Behörde |
| IntAtomOrgVorRVbg        | Vereinbarung über die Vorrechte und Befreiungen der Internationalen Atomenergie-Organisation |
| IntAtomSa                | Satzung der Internationalen Atomenergie-Organisation |
| IntMeerSchÜbk1973Anl I   | Regeln zur Verhütung der Verschmutzung durch Öl (Anlage I zu dem Internationalen Übereinkommen von 1973 zur Verhütung der Meeresverschmutzung durch Schiffe) |
| IntMeerSchÜbk1973Anl II  | Regeln zur Überwachung der Verschmutzung durch als Massengut beförderte schädliche flüssige Stoffe (Anlage II zu dem Internationalen Übereinkommen von 1973 zur Verhütung der Meeresverschmutzung durch Schiffe) |
| IntMeerSchÜbk1973Anl III | Regeln zur Verhütung der Verschmutzung durch Schadstoffe, die auf See in verpackter Form oder in Containern, ortsbeweglichen Tanks, Straßentankfahrzeugen oder Eisenbahnkesselwagen befördert werden (Anlage III zu den Internationalen Übereinkommen von 1973 zur Verhütung der Meeresverschmutzung durch Schiffe)                                             |
| IntMeerSchÜbk1973Anl IV  | Regeln zur Verhütung der Verschmutzung durch Schiffsabwasser (Anlage IV Internationalen Übereinkommen von 1973 zur Verhütung der Meeresverschmutzung durch Schiffe) |
| IntMeerSchÜbk1973Anl V   | Regeln zur Verhütung der Verschmutzung durch Schiffsmüll (Anlage V zu dem Internationalen Übereinkommen von 1973 zur Verhütung der Meeresverschmutzung durch Schiffe) |
| IRENASa                  | Satzung der Internationalen Organisation für erneuerbare Energien |
| ItalKultInstVorRNotW     | Notenwechsel über die Gewährung von Vorrechten und Befreiungen an die italienischen Kulturinstitute |

| J                  |                                                                            |
| JohOrdenNFErl      | Erlaß über die Genehmigung der Neufassung der Satzung des Johanniterordens |
| JohOrdenNFErl 1994 | Erlaß über die Genehmigung der Neufassung der Satzung des Johanniterordens |

| K                 |                                                                                            |
| KultgSchKonv      | Konvention zum Schutz von Kulturgut bei bewaffneten Konflikten                             |
| KultgSchKonvABest | Ausführungsbestimmungen zur Konvention zum Schutz von Kulturgut bei bewaffneten Konflikten |

| L              |                                                       |
| LogAPrO        | Ausbildungs- und Prüfungsordnung für Logopäden        |
| LorbBlErl 2013 | Erlass über die Stiftung des Silbernen Lorbeerblattes |

| M                     | |
| MinRSozSBes           | Beschluß des Ministerrates der Deutschen Demokratischen Republik über Regelungen zur sozialen Sicherstellung für ausscheidende Mitglieder des Ministerrates vom 8. Februar 1990 in der Fassung des Beschlusses vom 8. August 1990 |
| MoselSchAbgT 2002     | Tarif für die Schifffahrtsabgaben auf der Mosel zwischen Thionville (Diedenhofen) und Koblenz (Coblence) |
| MoselSchAbgT2002ABest | Ausführungsbestimmungen zum Tarif für die Schifffahrtsabgaben auf der Mosel zwischen Thionville (Diedenhofen) und Koblenz (Coblence)                                                                                              |

| N                | |
| NATO/BRDVbg      | Vereinbarung zwischen der Nordatlantikvertrags-Organisation und der Regierung der Bundesrepublik Deutschland über die Durchführung von Teil IV des am 20. September 1951 in Ottawa unterzeichneten „Übereinkommens über den Status der Nordatlantikvertrags-Organisation, der nationalen Vertreter und des internationalen Personals“ |
| NordSFischZProk  | Proklamation der Bundesrepublik Deutschland über die Errichtung einer Fischereizone der Bundesrepublik Deutschland in der Nordsee |
| NSOpferBPräsProk | Proklamation des Bundespräsidenten |

| O                    | |
| OrdenErl             | Erlaß über die Genehmigung der Stiftung und Verleihung von Orden und Ehrenzeichen und über die Anerkennung als Ehrenzeichen                                              |
| OrdenErl 2           | Zweiter Erlaß über die Genehmigung der Stiftung und Verleihung von Orden und Ehrenzeichen                                                                                |
| OrdenErl 2013        | Erlass über die Genehmigung der Stiftung und Verleihung von Orden und Ehrenzeichen                                                                                       |
| OrdenErl 4           | Vierter Erlaß über die Genehmigung der Stiftung und Verleihung von Orden und Ehrenzeichen                                                                                |
| OrdenErl 5           | Fünfter Erlaß über die Genehmigung der Stiftung und Verleihung von Orden und Ehrenzeichen                                                                                |
| OrdenErl 6           | Sechster Erlaß über die Genehmigung der Stiftung und Verleihung von Orden und Ehrenzeichen                                                                               |
| OrdenErl 7           | Siebter Erlaß über die Genehmigung der Stiftung und Verleihung von Orden und Ehrenzeichen                                                                                |
| OrdenErl 8           | Achter Erlass über die Genehmigung der Stiftung und Verleihung von Orden und Ehrenzeichen                                                                                |
| OrdenErl4ÄndErl      | Erlass über die Genehmigung einer Änderung des Erlasses über die Stiftung und Verleihung der Goethe-Medaille                                                             |
| OrdenErl4ÄndErl 2004 | Erlass über die Genehmigung einer Änderung des Erlasses über die Stiftung und Verleihung der Goethe-Medaille                                                             |
| OrdenErl4ÄndErl 2009 | Erlass über die Genehmigung einer Änderung des Erlasses über die Stiftung und Verleihung der Goethe-Medaille                                                             |
| OrdenErl7ÄndGenErl   | Erlass über die Genehmigung einer Änderung des Erlasses über die Stiftung der Einsatzmedaille der Bundeswehr                                                             |
| OrdenSeenotÄndErl    | Erlaß über die Genehmigung einer Änderung der Verleihungsbedingungen der Medaille für Rettung aus Seenot am Bande der Deutschen Gesellschaft zur Rettung Schiffbrüchiger |
| OrdensErl7NeufGenErl | Erlass zur Genehmigung des neu gefassten Erlasses über die Stiftung der Einsatzmedaille der Bundeswehr                                                                   |
| OrgErl1998           | Organisationserlass des Bundeskanzlers |
| OstSFischZProk       | Proklamation der Bundesrepublik Deutschland über die Errichtung einer Fischereizone der Bundesrepublik Deutschland in der Ostsee                                         |

| P                    | |
| PAO                  | Patentanwaltsordnung                                                                                           |
| PMeriteSaÄndErl      | Erlaß über die Genehmigung von Änderungen der Satzung des Ordens Pour le merite für Wissenschaften und Künste  |
| PMeriteSaÄndErl 1990 | Erlaß über die Genehmigung von Änderungen der Satzung des Ordens Pour le merite für Wissenschaften und Künste  |
| PMeriteSaÄndErl 2010 | Erlass über die Genehmigung von Änderungen der Satzung des Ordens Pour le mérite für Wissenschaften und Künste |
| PMeriteSaÄndErl 2015 | Erlass über die Genehmigung von Änderungen der Satzung des Ordens Pour le mérite für Wissenschaften und Künste |
| PrisenGO             | Prisengerichtsordnung                                                                                          |
| PrisenO              | Prisenordnung                                                                                                  |
| ProMusPlErl          | Erlaß über die Stiftung der PRO MUSICA-Plakette                                                                |
| ProMusPlRL           | Richtlinien für die Verleihung der PRO MUSICA-Plakette                                                         |

| R                 | |
| RAuslDRBest       | Sonderbestimmungen für Auslandsdienstreisen der Reichsbeamten |
| RBDL              | Richtlinien der Bank deutscher Länder zur Erstellung der Reichsmark-Schlußbilanz und der Umstellungsrechnung der Geldinstitute |
| RBK               | Richtlinien zur Erstellung des Reichsmarkabschlusses und der Umstellungsrechnung der Bausparkassen |
| RBkPräsErl        | Erlaß über die Ermächtigung des Präsidenten der Deutschen Reichsbank zur Bestellung von ständigen Vertretern |
| RegGErkl/EinigVtr | Gemeinsame Erklärung der Regierungen der Bundesrepublik Deutschland und der Deutschen Demokratischen Republik zur Regelung offener Vermögensfragen (Anlage III des Vertrages zwischen der Bundesrepublik Deutschland und der Deutschen Demokratischen Republik über die Herstellung der Einheit Deutschlands - Einigungsvertrag) |
| RICo              | Ordnung für die internationale Eisenbahnbeförderung von Containern (Anlage III zum Anhang B zum Übereinkommen über den internationalen Eisenbahnverkehr (COTIF)) |
| RID               | Ordnung für die internationale Eisenbahnbeförderung gefährlicher Güter (Anlage C zum Übereinkommen über den internationalen Eisenbahnverkehr (COTIF)) |
| RIP               | Ordnung für die internationale Eisenbahnbeförderung von Privatwagen (Anlage II zum Anhang B zum Übereinkommen über den internationalen Eisenbahnverkehr (COTIF)) |
| RRHErl            | Erlaß über die Ernennung der Beamten und die Beendigung des Beamtenverhältnisses im Geschäftsbereich des Rechnungshofs des Deutschen Reichs |
| RWahlBes          | Beschluß der Volkskammer der Deutschen Demokratischen Republik zum Richtergesetz - Ordnung über die Bildung und Arbeitsweise der Richterwahlausschüsse - |
| RV                | Richtlinien zur Erstellung des Reichsmarkabschlusses und der Umstellungsrechnung der Versicherungsunternehmer |
| RVO               | Reichsversicherungsordnung |
| RWahlBes          | Beschluß der Volkskammer der Deutschen Demokratischen Republik zum Richtergesetz - Ordnung über die Bildung und Arbeitsweise der Richterwahlausschüsse |

| S                          | |
| SchVermssgIntVs            | Internationale Vorschriften für die Schiffsvermessung (Anlage zu dem Übereinkommen über ein einheitliches System der Schiffsvermessung) |
| SchwbVWO                   | Wahlordnung Schwerbehindertenvertretungen |
| SeeSchIntÜbk1974Anl        | Anlage zum Internationalen Übereinkommen von 1974 zum Schutz des menschlichen Lebens auf See |
| SiMedErl                   | Erlaß über die Stiftung der Silbermedaille für den Behindertensport |
| SozSichAbk1985DVbg CAN     | Vereinbarung zur Durchführung des Abkommens zwischen der Bundesrepublik Deutschland und Kanada über Soziale Sicherheit |
| SozSichAbkAUSErgAbkDVbg    | Vereinbarung zur Durchführung des Ergänzungsabkommens vom 9. Februar 2007 zwischen der Bundesrepublik Deutschland und Australien über die Soziale Sicherheit von vorübergehend im Hoheitsgebiet des anderen Staates beschäftigten Personen                                                                                                 |
| SozSichAbkBGRDVVbg         | Vereinbarung zur Durchführung des Abkommens vom 17. Dezember 1997 zwischen der Bundesrepublik Deutschland und der Republik Bulgarien über Soziale Sicherheit |
| SozSichAbkBRADVbg          | Vereinbarung zur Durchführung des Abkommens vom 3. Dezember 2009 zwischen der Bundesrepublik Deutschland und der Föderativen Republik Brasilien über Soziale Sicherheit |
| SozSichAbkDVbg AUT         | Vereinbarung zur Durchführung des Abkommens zwischen der Bundesrepublik Deutschland und der Republik Österreich über Soziale Sicherheit |
| SozSichAbkDVbg GBR         | Vereinbarung zur Durchführung des Abkommens zwischen der Bundesrepublik Deutschland und dem Vereinigten Königreich Großbritannien und Nordirland über Soziale Sicherheit |
| SozSichAbkDVbg HUN         | Vereinbarung zur Durchführung des Abkommens vom 2. Mai 1998 zwischen der Bundesrepublik Deutschland und der Republik Ungarn über Soziale Sicherheit |
| SozSichAbkDVbg JPN         | Vereinbarung zur Durchführung des Abkommens zwischen der Bundesrepublik Deutschland und Japan über Soziale Sicherheit |
| SozSichAbkDVbg MAR         | Vereinbarung zur Durchführung des Abkommens vom 25. März 1981 zwischen der Bundesrepublik Deutschland und dem Königreich Marokko über Soziale Sicherheit |
| SozSichAbkDVbg PRT         | Zusatzvereinbarung zur Durchführung und Ergänzung des Abkommens vom 6. November 1964 zwischen der Bundesrepublik Deutschland und der Portugiesischen Republik über Soziale Sicherheit |
| SozSichAbkDVbg TUN         | Vereinbarung zur Durchführung des Abkommens vom 16. April 1984 zwischen der Bundesrepublik Deutschland und der Tunesischen Republik über Soziale Sicherheit |
| SozSichAbkDVbg TUR         | Vereinbarung zur Durchführung des Abkommens vom 30. April 1964 zwischen der Bundesrepublik Deutschland und der Republik Türkei über Soziale Sicherheit |
| SozSichAbkDVbgZVbg AUT     | Zusatzvereinbarung vom 10. April 1969 zu der Vereinbarung vom 22. Dezember 1966 zur Durchführung des Abkommens zwischen der Bundesrepublik Deutschland und der Republik Österreich über Soziale Sicherheit |
| SozSichAbkErgVbg FRA 2     | Zweite Vereinbarung zur Ergänzung des Allgemeinen Abkommens zwischen der Bundesrepublik Deutschland und Frankreich über die Soziale Sicherheit vom 10. Juli 1950 sowie der Ersten, Zweiten und Vierten Zusatzvereinbarung zu diesem Abkommen                                                                                               |
| SozSichAbkHRVDVVbg         | Vereinbarung zur Durchführung des Abkommens vom 24. November 1997 zwischen der Bundesrepublik Deutschland und der Republik Kroatien über Soziale Sicherheit |
| SozSichAbkPOLDVVbg         | Vereinbarung zur Durchführung des Abkommens vom 8. Dezember 1990 zwischen der Bundesrepublik Deutschland und der Republik Polen über Soziale Sicherheit |
| SozSichAbkPOLDVVbgNotw     | Notenwechsel zur Vereinbarung zur Durchführung des Abkommens vom 8. Dezember 1990 zwischen der Bundesrepublik Deutschland und der Republik Polen über Soziale Sicherheit |
| SozSichAbkZVbg CHE         | Zusatzvereinbarung zur Vereinbarung vom 25. August 1978 zur Durchführung des Abkommens zwischen der Bundesrepublik Deutschland und der Schweizerischen Eidgenossenschaft über Soziale Sicherheit |
| SozSichRheinSchiffÜbkVwVbg | Verwaltungsvereinbarung zur Durchführung des Übereinkommens vom 30. November 1979 über die soziale Sicherheit der Rheinschiffer |
| StBAPO                     | Ausbildungs- und Prüfungsordnung für die Steuerbeamtinnen und Steuerbeamten (Steuerbeamtenausbildungs- und Prüfungsordnung) |
| STCW-Code                  | Entschließung 2 zu den Änderungen der Anlage des Internationalen Übereinkommens vom 7. Juli 1978 über Normen für die Ausbildung, die Erteilung von Befähigungszeugnissen und den Wachdienst von Seeleuten |
| StiftEinsatzMedBWErl       | Erlass über die Stiftung der Einsatzmedaille der Bundeswehr |
| StreitkrNotW 1994          | Notenwechsel vom 12. September 1994 zwischen dem Königreich Belgien, der Bundesrepublik Deutschland, der Französischen Republik, Kanada, dem Königreich der Niederlande, dem Königreich Großbritannien und Nordirland und den Vereinigten Staaten von Amerika zur Änderung des Notenwechsels vom 25. September 1990 zum NATO-Truppenstatut |
| StreitkrProtN              | Protokollnotiz zu Nummer 3 des Notenwechsels vom 12. September 1994 |
| StrGerErkl                 | Erklärungen zur Strafgerichtsbarkeit |
| StSozSBes                  | Beschluß des Ministerrates der Deutschen Demokratischen Republik zur sozialen Sicherstellung für aus ihren Funktionen ausscheidende Staatssekretäre |
| SVAbkINDVbg                | Vereinbarung zwischen der Bundesrepublik Deutschland und der Republik Indien zur Durchführung des Abkommens vom 8. Oktober 2008 zwischen der Bundesrepublik Deutschland und der Republik Indien über Sozialversicherung |

| T                         | |
| TdDtEinhBPräsProk         | Proklamation des Bundespräsidenten |
| THWEhrZÄndErl             | Erlaß über die Genehmigung einer Änderung der Stiftungsbestimmungen und der Verleihungsbedingungen für das Ehrenzeichen des Technischen Hilfswerks                                                           |
| TVMindestlohn 2017        | Rechtsnormen des Tarifvertrags zur Regelung der Mindestlöhne im Baugewerbe im Gebiet der Bundesrepublik Deutschland (TV Mindestlohn) vom 3. November 2017                                                    |
| TVMindestlohn Gerüstb 4   | Rechtsnormen des Tarifvertrags zur Regelung eines Mindestlohns im Gerüstbauer-Handwerk im Gebiet der Bundesrepublik Deutschland vom 20. Februar 2018 (TV Mindestlohn)                                        |
| TVMindestlohn Maler 9     | Rechtsnormen des Tarifvertrags vom 9. Dezember 2016 zur Regelung eines Mindestlohnes für gewerbliche Arbeitnehmer im Maler- und Lackierhandwerk (TV Mindestlohn)                                             |
| TVMindestlohn Steinmetz 2 | Rechtsnormen des Tarifvertrags zur Regelung eines Mindestlohns im Steinmetz- und Steinbildhauerhandwerk vom 11. Februar 2015                                                                                 |
| TVMindestlohnDachd 9      | Rechtsnormen des Tarifvertrags zur Regelung eines Mindestlohns im Dachdeckerhandwerk – Dach-, Wand- und Abdichtungstechnik – im Gebiet der Bundesrepublik Deutschland (TV Mindestlohn) vom 24. November 2017 |
| TVMindestlohnGebäude 2017 | Rechtsnormen des Tarifvertrags zur Regelung der Mindestlöhne für gewerbliche Arbeitnehmer in der Gebäudereinigung im Gebiet der Bundesrepublik Deutschland (TV Mindestlohn) vom 10. November 2017            |
| TVMindestlohnGeldWert2    | Rechtsnormen des Bundeslohntarifvertrags für Geld- und Wertdienste in der Bundesrepublik Deutschland vom 1. Februar 2017                                                                                     |
| TVMindestlohnPäda 4       | Rechtsnormen des Tarifvertrags zur Regelung des Mindestlohns für pädagogisches Personal vom 15. November 2011 in der Fassung des Änderungstarifvertrags Nr. 3 vom 17. Mai 2017                               |

| U                    | |
| UNCh                 | Charta der Vereinten Nationen |
| UNFreiwProgrAbkNotW  | Notenwechsel zum Abkommen zwischen der Bundesrepublik Deutschland und den Vereinten Nationen über den Sitz des Freiwilligenprogramms der Vereinten Nationen |
| UNFreiwProgrAbkVbg   | Notenwechsel vom 10./23. September 1997 zwischen der Bundesrepublik Deutschland und den Vereinten Nationen (Vereinbarung über die Geltung des Abkommens vom 10. November 1995 zwischen der Bundesrepublik Deutschland und den Vereinten Nationen über den Sitz des Freiwilligenprogramms der Vereinten Nationen für das Informationszentrum der Vereinten Nationen in Bonn) |
| UNSekrSitzAbkÄndProt | Protokoll zur Änderung des Abkommens zwischen der Regierung der Bundesrepublik Deutschland, den Vereinten Nationen und dem Sekretariat des Rahmenübereinkommens der Vereinten Nationen über Klimaänderungen über den Sitz des Sekretariats des Übereinkommens |

| V                |                                                                                            |
| VerdOrdenErl     | Erlaß über die Stiftung des „Verdienstordens der Bundesrepublik Deutschland“               |
| VerdOrdenNeufErl | Erlaß über die Neufassung des Statuts des „Verdienstordens der Bundesrepublik Deutschland“ |
| VerdOrdenStat    | Statut des „Verdienstordens der Bundesrepublik Deutschland“                                |
| VMordKonv        | Konvention über die Verhütung und Bestrafung des Völkermordes                              |

| W                  |                                                                             |
| WPostVtr1994VollzO | Vollzugsordnung zum Weltpostvertrag                                         |
| WPostVVfO 1999     | Allgemeine Verfahrensordnung des Weltpostvereins                            |
| WRV                | Die Verfassung des Deutschen Reichs                                         |
| WTO                | Satzung der Weltorganisation für Tourismus                                  |
| WUAbk              | Welturheberrechtsabkommen                                                   |
| WZGBek 1936-09-15  | Bekanntmachung zum Warenzeichengesetz über amtliche Prüf- und Gewährzeichen |
| WZGBek 1937-06-03  | Bekanntmachung zum Warenzeichengesetz über ein amtliches Prüfzeichen        |
| WZGBek 1939-07-28  | Bekanntmachung zum Warenzeichengesetz über ein amtliches Gewährzeichen      |

| Z           |                                                                            |
| ZelterPlErl | Erlaß über die Stiftung der Zelter-Plakette                                |
| ZelterPlRL  | Richtlinien über die Verleihung der Zelter-Plakette                        |
| ZHG§10PrO   | Prüfungsordnung nach § 10 des Gesetzes über die Ausübung der Zahnheilkunde |